# Мартынцево (Тверская область)
Мартынцево — деревня в Кимрском районе Тверской области. Входит в состав Ильинского сельского поселения.

## География
Находится в юго-восточной части Тверской области на расстоянии приблизительно 28 км на запад-северо-запад по прямой от районного центра города Кимры в левобережной части района.

## История
Известна была с 1628 года как владение патриарха Филарета с 2 дворами. В 1780-х годах отмечалась как деревня с 17 дворами. В 1859 году здесь (деревня Корчевского уезда Тверской губернии) было учтено 28 дворов, в 1887 — 49.

## Население
Численность населения: 118 человек (1780-е годы), 231 человек (1859 год), 245 (1887), 8 (русские 100 %) 2002 году, 5 в 2010.